# Barr Breed
Barr Breed es un detective privado de ficción, creado por el autor estadounidense Bill S. Ballinger.
Dirige una agencia de personal que proporciona guardias para almacenes y bancos, detectives para ferrocarriles, compradores secretos para tiendas, protección de nóminas, etc.

## Obras
- The Body in the Bed. 1948.
- The Body Beautiful. 1949.